# Botafogo FC (Ribeirão Preto)
Botafogo Futebol Clube, znany również jako Botafogo de Ribeirão Preto, skrótowo Botafogo-SP – brazylijski klub piłkarski z siedzibą w Ribeirão Preto, w stanie São Paulo.

## Osiągnięcia
- Wicemistrz drugiej ligi brazylijskiej (Campeonato Brasileiro Série B): 1998
- Wicemistrz trzeciej ligi brazylijskiej (Campeonato Brasileiro Série C): 1996
- Mistrz drugiej ligi stanu São Paulo (Campeonato Paulista Série A2): 1956
- Mistrz trzeciej ligi stanu São Paulo (Campeonato Paulista Série A3): 2006

## Historia
Klub powstał 12 października 1918 roku w wyniku fuzji miejscowych klubów União Paulistano, Tiberense oraz Ideal Futebol Clube. Nowy klub otrzymał nazwę Botafogo (na wzór klubu Botafogo FR). Pierwszym prezesem klubu został pracownik kompanii kolejowej Companhia Mogiana de Estradas de Ferro Joaquim Gagliano.
Swój pierwszy mecz Botafogo rozegrał w mieście Franca z miejscowym klubem Esporte Clube Fulgêncio, wygrywając 1:0.
W roku 1927 był pierwszy sukces w rozgrywkach stanowych - zwycięstwo w Campeonato do Interior Paulista. W roku 1956 Botafogo pokonał w finale klub Paulista i wygrał drugą ligę stanu São Paulo (Campeonato Paulista Série A2).
W roku 1996 Botafogo został wicemistrzem trzeciej ligi brazylijskiej (Campeonato Brasileiro Série C), a w roku 1998 został wicemistrzem drugiej ligi brazylijskiej (Campeonato Brasileiro Série B) i awansował do pierwszej ligi (Campeonato Brasileiro Série A). Jednak w roku 2001 spadł z pierwszej ligi, a w następnym roku spadł do trzeciej ligi brazylijskiej. Nie wiodło się klubowi także w lidze stanowej, gdzie w roku 2003 Botafogo spadł do drugiej ligi (Campeonato Paulista Série A2), a wkrótce potem do trzeciej ligi stanu São Paulo (Campeonato Paulista Série A3). W roku 2006 Botafogo pokonał w finale trzeciej ligi stanowej klub São José i awansował do drugiej ligi stanu São Paulo.

### Najbardziej znani piłkarze w historii klubu
- Baldochi
- Cocito
- Raí
- Sócrates
- Zé Mário
- Doni
- Garincha
- Jarzinho